# Luis Vargas Torres
Luis Vargas Torres (Esmeraldas, Ecuador, 1855-Cuenca, Ecuador, 20 de marzo de 1887) fue un revolucionario, político y militar ecuatoriano clave en la Revolución liberal de Eloy Alfaro.  

## Biografía
Nació en Esmeraldas, hijo de José Vargas y de Delfina Torres de la Carrera. Quedó huérfano de padre a muy temprana edad, y fue enviado a Quito a realizar sus estudios. Sus hermanos fueron los héroes liberales Pedro, José María, Clemente y Carlos Concha Torres
Ingresó en el Seminario Mayor de Quito, donde siguió la carrera eclesiástica hasta 1878 hasta su pérdida de fe en las instituciones eclesiásticas. Se trasladó a Lima donde ingresaría en la Logia Masónica Orden y Libertad.

Durante el régimen dictatorial del general Veintemilla, del 1880, se instaló en Guayaquil, donde se dedicó con éxito a los negocios junto a Domingo Avellaneda. En 1882, conoció sobre la muerte de su hermano Clemente en levantamiento revolucionario y abandonó los negocios al conocer que Eloy Alfaro planeaba desde su exilio en Panamá, adonde viajó para reunirse con él y ofreció todo su dinero para la compra de armamentos con que respaldar los movimientos revolucionarios.
«Durante la segunda quincena de noviembre, presentóseme el joven Luis Vargas Torres, procedente de Guayaquil, y me ofreció sus servicios personales y algunos miles de pesos que había traído para comprar armamento y abrir operaciones sobre Esmeraldas» 
Eloy Alfaro.- Narraciones Históricas, p. 92.

### Levantamiento liberal (1883)

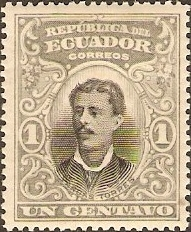
Sello conmemorativo (1889)

Vargas Torres regresó al Ecuador acompañado del Crnel. José Martínez , Medardo Alfaro, José Gabriel Moncayo y otros liberales, trayendo cerca de 200 rifles y gran cantidad de municiones con las que desembarcaron en las costas de Esmeraldas. Tras organizar una pequeña fuerza de voluntarios marcharon sobre la capital de la provincia que estaba resguardada por una fuerza aproximada de 300 elementos del ejército de Veintemilla. La ciudad fue atacada el 16 de enero de 1883, y abordaron el vapor «Huacho» y partieron hacia Manta. Inmediatamente envió un mensaje a Panamá en el que le comunicaba a Alfaro el éxito obtenido, dirigiéndose posteriormente a la toma de Guayaquil. Para ello, Alfaro organizó su ejército en dos divisiones, una de la cuales puso bajo las órdenes de Vargas Torres para evitar que las tropas lealistas pudieran avanzar por el estero Salado. El 9 de julio tuvo lucida y valerosa actuación en el asalto y toma de la ciudad, que terminó con la dictadura veintemillista. Como resultado de esa campaña recibió el grado de Coronel, que le fue reconocido por Alfaro el 6 de agosto de ese mismo año. 

### Diputado por Esmeraldas y levantamiento contra Caamaño (1884)

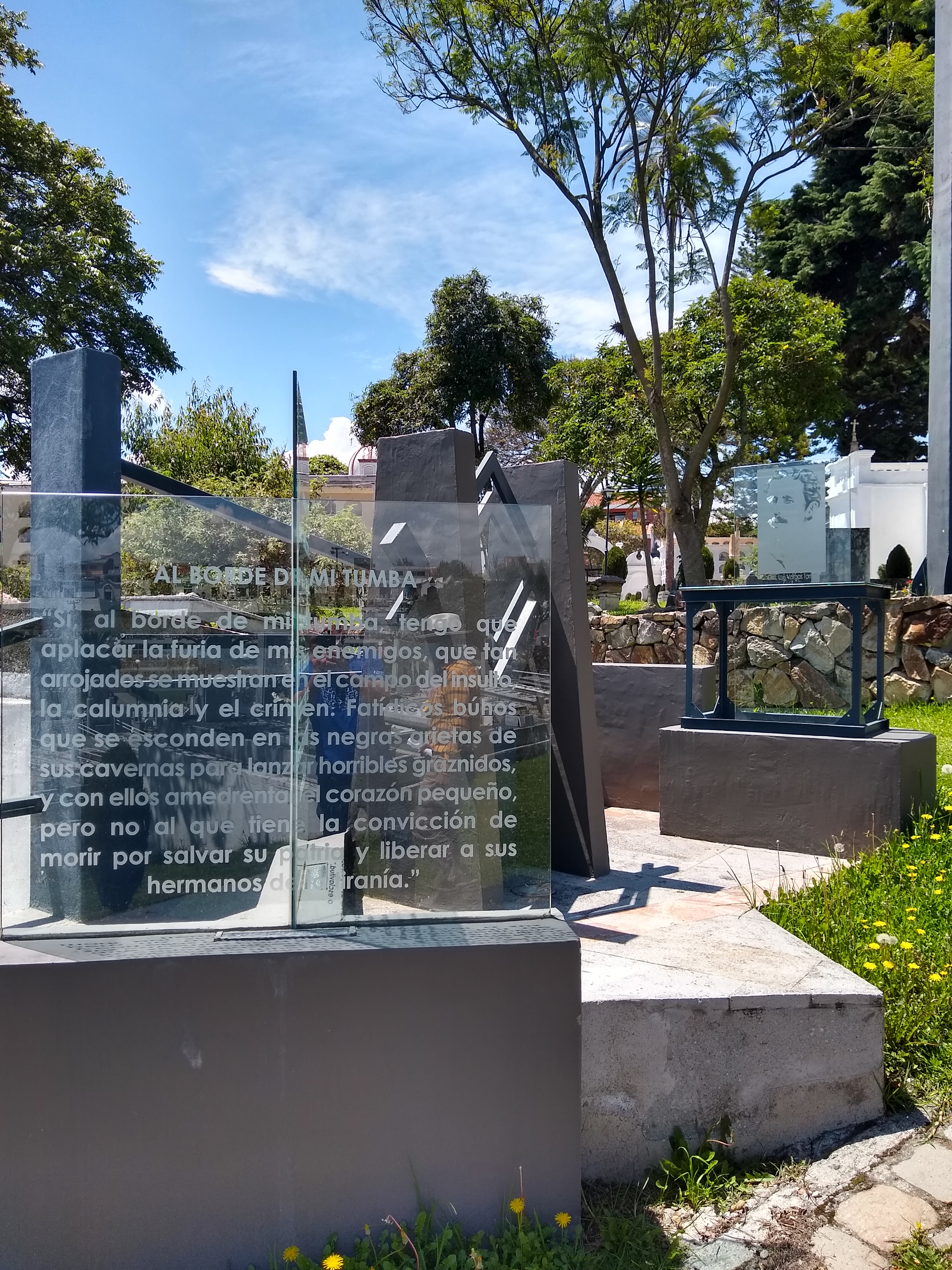
Mausoleo en el Cementerio Patrimonial de Cuenca

Al poco tiempo asistió como diputado por la provincia de Esmeraldas a la Convención que convocada por el presidente de la República, Dr. José María Plácido Caamaño, se reunió en Quito desde el 11 de octubre hasta el 26 de abril de 1884, y en ella defendió con energía los principios liberales, a pesar de que la Asamblea era dominada abrumadoramente por la mayoría conservadora.
Al terminar la Convención y con el reintegro del dinero invertido en el levantamiento de 1883, el 5 de septiembre se embarcó rumbo a Panamá en busca del Gral. Alfaro, al cual le ofreció dicha cantidad para adquirir el buque Alajuela y levantarse contra el nuevo gobierno de Caamaño. La nave fue puesta bajo el mando del Cmdt. Andrés Marín, pero la suerte fue adversa para los revolucionarios que fueron derrotados entre el 5 y el 6 de diciembre en el Combate Naval de Jaramijó. 
Fracasado el primer levantamiento, se exilia en Panamá, desde donde regresaría en 1884, mientras que Alfaro se exilia en Lima, donde forma el Consejo Provisional Revolucionario. Allí  publicó su opúsculo «La Revolución del 15 de Noviembre de 1884».

### Tercer levantamiento, captura y muerte
A finales de 1886, Alfaro le encomienda la invasión de Ecuador desde Piura, para avanzar hacia Loja y finalmente proclama la Jefatura de Eloy Alfaro en Catacocha. Loja cae en poder de los revolucionarios, pero fue reconquistada por el coronel Vega Muñoz. Vargas Torres es hecho prisionero y es condenado a muerte junto a sus principales seguidores. Aunque tuvo la posibilidad de salvar la vida cuando su hermano le hizo salir de la cárcel, decidió volver a la misma para no abandonar a sus compañeros. 
Fue fusilado el 20 de marzo de 1887 en la Plaza Mayor de Cuenca, sin dar la espalda al pelotón de ejecución y sin permitir que le vendaran los ojos. La noche anterior había escrito algunas cartas de despedida y un mensaje titulado Al borde de mi tumba, cuyas últimas palabras eran: 

"Quiera Dios que el calor de mi sangre que se derramará en el patíbulo enardezca el corazón de los buenos ecuatorianos y salven a nuestro pueblo".

Al triunfar la Revolución Liberal en 1895, sus restos fueron trasladados a Guayaquil y, en 1953, a Esmeraldas, donde hoy reposan.

## Obra
- La Revolución del 15 de noviembre de 1884